# Low (David Bowie)
Low è l'undicesimo album in studio del cantautore inglese David Bowie pubblicato nel 1977 dalla RCA. Considerato anche il primo album della cosiddetta "trilogia berlinese" composta insieme a Heroes e Lodger, non venne però registrato interamente a Berlino.

## Storia

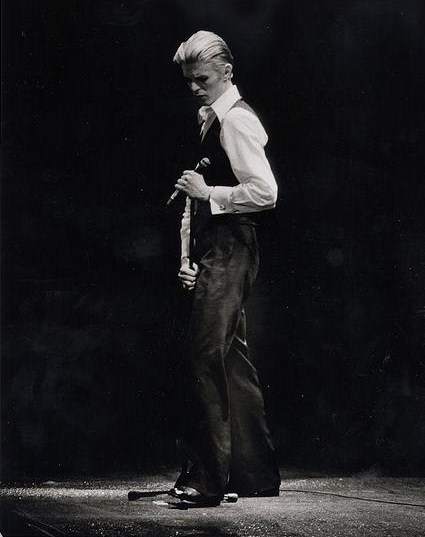
Bowie nel 1976 durante un concerto.

La genesi dell'album, ritenuto  uno dei suoi capolavori, è da ricercarsi nelle composizioni originariamente scritte per la colonna sonora del film L'uomo che cadde sulla Terra interpretato da Bowie stesso nella parte del protagonista nel 1976. A causa degli incalzanti tempi di lavorazione della pellicola e alle pressanti scadenze imposte dalla casa produttrice, Bowie non ebbe il tempo di terminare i brani e la colonna sonora del film venne affidata a John Phillips. Affascinato ed influenzato dalla musica elettronica d'avanguardia di gruppi tedeschi come Kraftwerk, Neu!, e Tangerine Dream, Bowie decise di conservare i pezzi per il suo prossimo album discografico. Nell'estate del 1976, alla conclusione del tour mondiale di Station to Station, l'artista decise di abbandonare Los Angeles, partendo per l'Europa insieme all'amico Iggy Pop.

### The Idiot
Bowie si stabilì allo Château d'Hérouville, nei pressi di Parigi, un antico castello che era stato convertito in studio di registrazione nel 1969 dal musicista francese Michel Magne, dove iniziò la lavorazione del nuovo disco di Iggy, intitolato The Idiot. L'album, nelle intenzioni di Bowie, avrebbe dovuto rilanciare la carriera del collega, che negli ultimi tempi era molto in ribasso (poco tempo prima Pop era anche stato ricoverato in un ospedale psichiatrico). Da lì Bowie si spostò in una grande casa a Clos-des-Mésanges, in Svizzera, e poi di nuovo al castello di Hérouville per terminare l'album di Iggy. In agosto, dato che lo Château era già prenotato da un altro gruppo, le sessioni si spostarono prima agli studi Munich Musicland di Giorgio Moroder, e infine agli studi Hansa-by-the-Wall di Berlino Ovest. Per Bowie, The Idiot non servì solo a rilanciare la carriera di Iggy Pop, ma anche una sorta di prova generale per il suo nuovo album. Ci furono persino brani registrati per l'album di Iggy che finirono invece su Low, come ad esempio What in the World che in origine si intitolava Isolation. Bowie produsse e scrisse tutte le canzoni presenti su The Idiot insieme a Iggy, e le atmosfere dell'album sono a tratti alquanto affini a quelle di Low. Finito l'album dell'amico, che comunque anche se registrato prima finì per uscire dopo Low, Bowie si concentrò sul suo nuovo lavoro da solista. Per occuparsi della produzione del disco contattò Tony Visconti, con il quale aveva già proficuamente lavorato in passato.

### New Music: Night and Day
Originariamente per l'album era stato considerato come titolo New Music: Night and Day. Questa scelta avrebbe voluto evidenziare la palese divisione in due parti dell'album: una più "pop", con brani ancora riconciliabili alla struttura della "canzone", ove la depressione è ancora trattata con apatia, rassegnazione, ironia, e l'altra prevalentemente strumentale, più sperimentale, con musiche e strutture straripanti al di fuori di qualsiasi schema, dove troviamo finalmente rivelate le atmosfere cupe che fanno da sfondo all'intero album. Successivamente però, si decise di optare per il più succinto titolo Low.

### Registrazione

#### Brian Eno

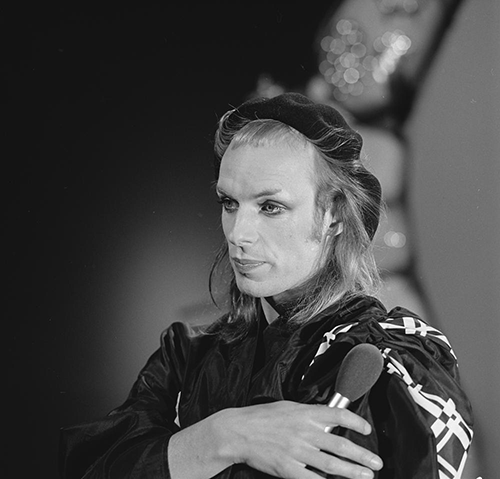
Brian Eno nel 1974.

Le sedute di registrazione ebbero luogo allo Château d'Hérouville a partire dal 1º settembre 1976, nello stesso luogo dove tre anni prima era stato inciso Pin Ups e dove era stato appena terminato l'album The Idiot di Iggy Pop. Incontro fondamentale per le sorti dell'opera, fu quello tra Bowie e Brian Eno, avvenuto nel maggio precedente. A Eno era piaciuto molto Station to Station, l'ultimo album di Bowie, mentre David ammirava sinceramente le nuove sonorità esplorate dall'ex membro dei Roxy Music con Discreet Music, e la propensione di quest'ultimo verso compositori minimalisti come John Cage e Steve Reich. Così, David contattò Eno invitandolo a prendere parte alle sessioni per il suo prossimo album, che, a suo dire, sarebbe stato un "disco puramente sperimentale".

#### Le "Strategie Oblique"

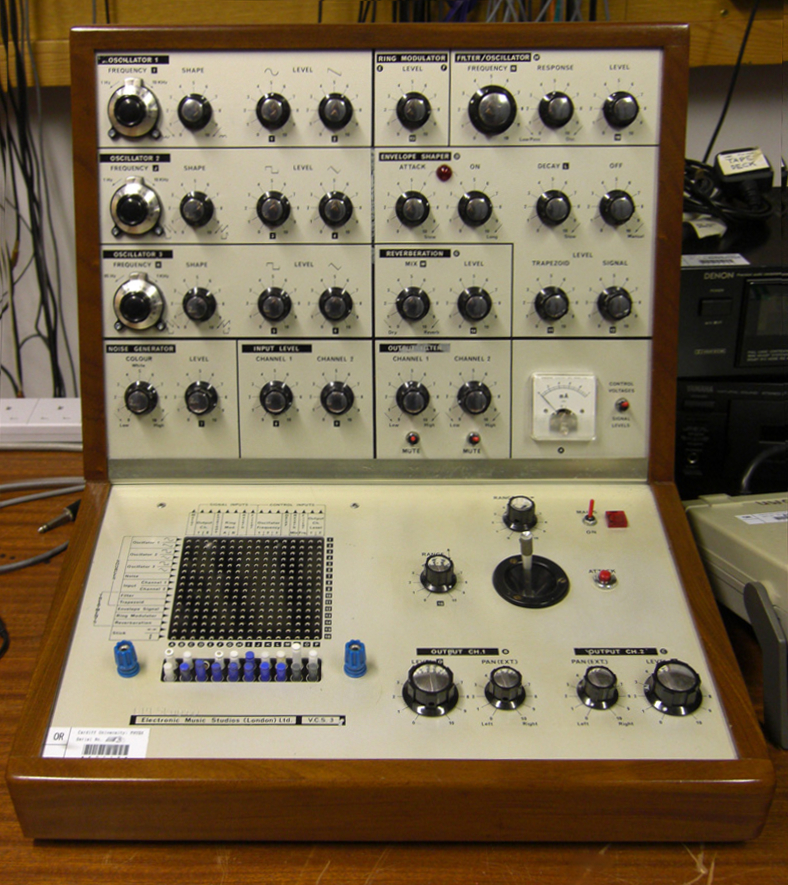
Un sintetizzatore EMS VCS 3, il modello utilizzato da Brian Eno in Low.

Quando Eno si unì agli altri musicisti, la band aveva già provato e registrato le basi dei brani. Uno dei contributi più innovativi e significativi apportati da Eno alla lavorazione in studio, fu l'implementazione della "tecnica delle 124 carte delle strategie oblique" da lui ideata nel 1975 insieme all'artista Peter Schmidt. Le carte venivano girate a caso dai musicisti in studio, che ne ricavavano di volta in volta nuove ed enigmatiche indicazioni su come portare a termine il lavoro. Alcuni esempi delle surreali istruzioni che potevano capitare ai perplessi musicisti erano: "enfatizza gli errori", "riempi ogni battuta con qualcosa", o "usa un colore inaccettabile". Ne risultò per Bowie un approccio compositivo del tutto inedito. La tecnica di Eno era però troppo aleatoria per non essere oggetto di critica da parte di un musicista di formazione classica come Carlos Alomar, il quale inizialmente si oppose decisamente al metodo improvvisativo delle carte di Eno. Anche per i testi, David decise di adottare una concezione impressionista, non lineare, utilizzando una nuova idea di elaborazione del concetto astratto di comunicazione. In confronto agli album precedenti, infatti i testi dei brani di Low sono molto scarni, minimali, e frammentari, se non del tutto assenti come nei numerosi pezzi solo strumentali del disco (ben 6 su 11). Alla fine i testi acquisirono un'ampiezza tonale quanto lo era l'intonazione della voce o il sottofondo musicale, al punto che il breve testo presente in Warszawa, una delle canzoni dell'album, è letteralmente costituito da un linguaggio immaginario, onomatopeico, dal contenuto semantico nullo.
La metodologia di lavoro utilizzata da Bowie e soci durante le sessioni di Low si delineò con il procedere dell'opera. Il gruppo incideva prevalentemente di notte, Bowie arrivava in studio con dei vari frammenti musicali appena abbozzati, senza testi o melodie definite. Poi la sezione ritmica era lasciata libera di improvvisare in una sequenza libera di accordi fino a quando non emergeva qualcosa di interessante che, con una minima regia da parte di Bowie o Visconti, evolveva in qualche arrangiamento. Quindi iniziava il lavoro di sovraincisione delle parti soliste di chitarra e degli assoli degli altri strumenti, tutti elettronicamente trattati da Visconti, Eno, o Bowie. In particolare Eno utilizzò principalmente un sintetizzatore portatile EMS di sua proprietà che si era portato dietro. Questa era anche la fase dove il lavoro svolto da Eno aveva più ampia possibilità di manovra e sperimentazione.
La maggior parte dei musicisti fu presente in studio solo per i primi cinque giorni, dopo di che rimasero solamente Bowie, Eno, Alomar e Gardiner per effettuare le varie sovraincisioni. Quando poi Bowie incise le tracce vocali, erano rimasti solo Visconti e i tecnici del suono. Furono proprio le sessioni di Low a stabilire il modus operandi tipico dei futuri album di David Bowie. Esso consisteva nel registrare prima le tracce base dei brani, poi gli interventi degli ospiti e gli assoli, infine la stesura dei testi e l'incisione delle parti vocali, che a volte poteva avvenire anche molto tempo dopo la conclusione delle sedute. Tale procedimento era stato già impiegato dall'artista ai tempi di The Man Who Sold the World, ma da Low in poi avrebbe costituito la norma.
A fine settembre, dopo i postumi di un'intossicazione alimentare e con la certezza che il castello fosse infestato dai fantasmi, Bowie e Visconti lasciarono lo Château per trasferirsi agli Hansa Studios a Berlino Ovest per rifinire il materiale inciso.

#### Berlino: 155 Hauptstrasse, Schöneberg

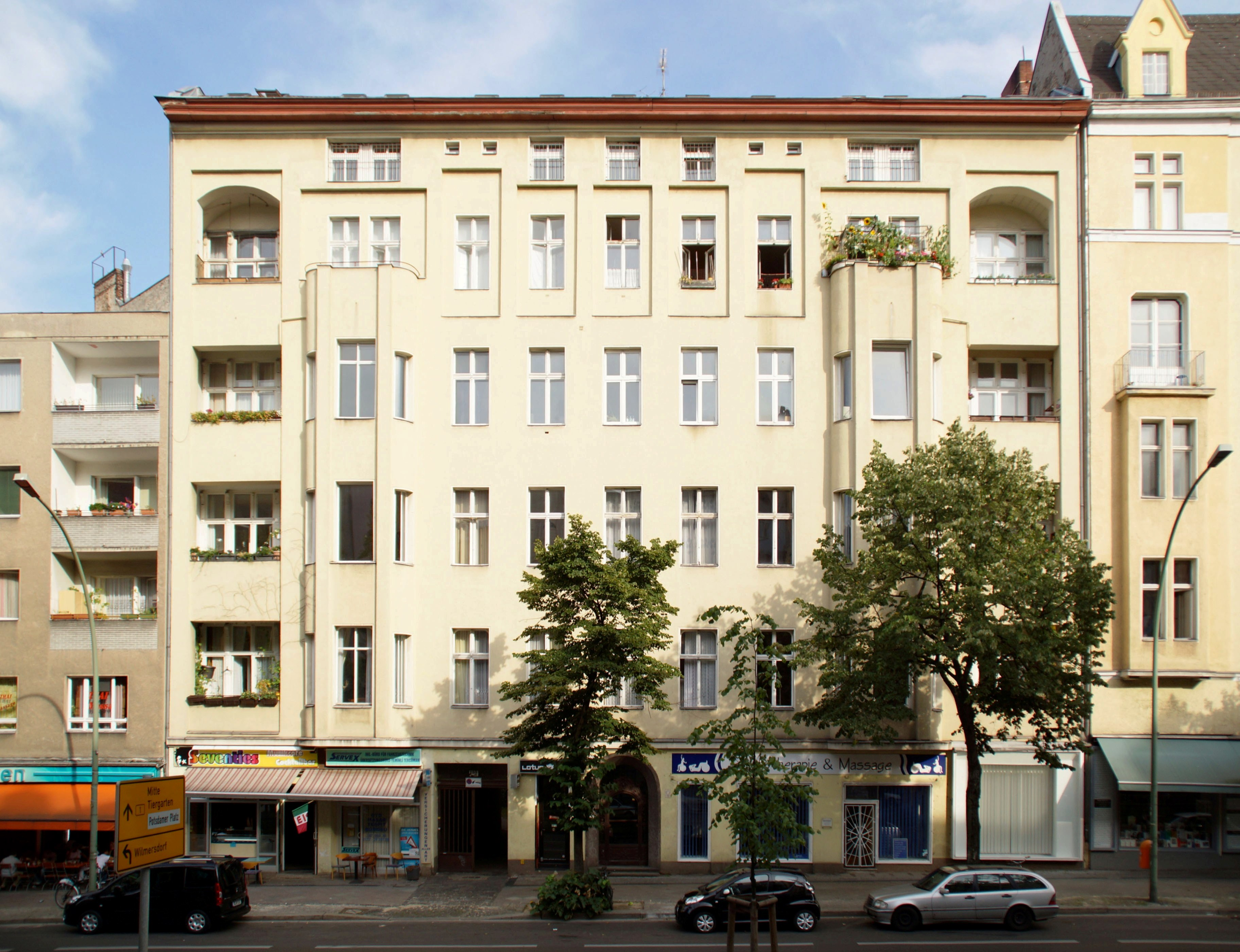
155 Hauptstrasse, Schöneberg, il palazzo a Berlino residenza di Bowie in quel periodo.

Berlino venne presto eletta da Bowie come sua nuova residenza ufficiale per i seguenti due anni. Dopo un breve soggiorno all'Hotel Gerhus, David prese in affitto un appartamento di sette stanze al 155 di Hauptstrasse nel distretto popolare di Schöneberg. Dopo anni passati incessantemente sotto la luce dei riflettori, David Bowie poté godersi l'anonimato che gli offriva la città. Smise di tingersi i capelli di rosso, si lasciò crescere i baffi, rilassandosi a dipingere, bighellonare in bicicletta in giro per la città con Iggy Pop, visitare gallerie d'arte, e la notte, frequentando diversi locali notturni. Anni dopo, ricordando questo periodo della sua vita, Bowie dichiarerà: «Non riesco ad esprimere il senso di libertà che provavo!». Persino le quantità di cocaina da lui abitualmente consumate iniziarono a diminuire, anche se in compenso Bowie iniziò a bere smodatamente.
Agli studi Hansa, Bowie incise le tracce finali del disco, Weeping Wall e Art Decade, ed aggiunse le parti cantate ad alcuni brani registrati in Francia ma rimasti ancora incompleti. A quel punto, nel novembre '76, l'album poté dirsi completato.

## Copertina
La copertina dell'album, come quella del precedente Station to Station, è ancora un fotogramma ricavato dal film L'uomo che cadde sulla Terra.

## Tematiche

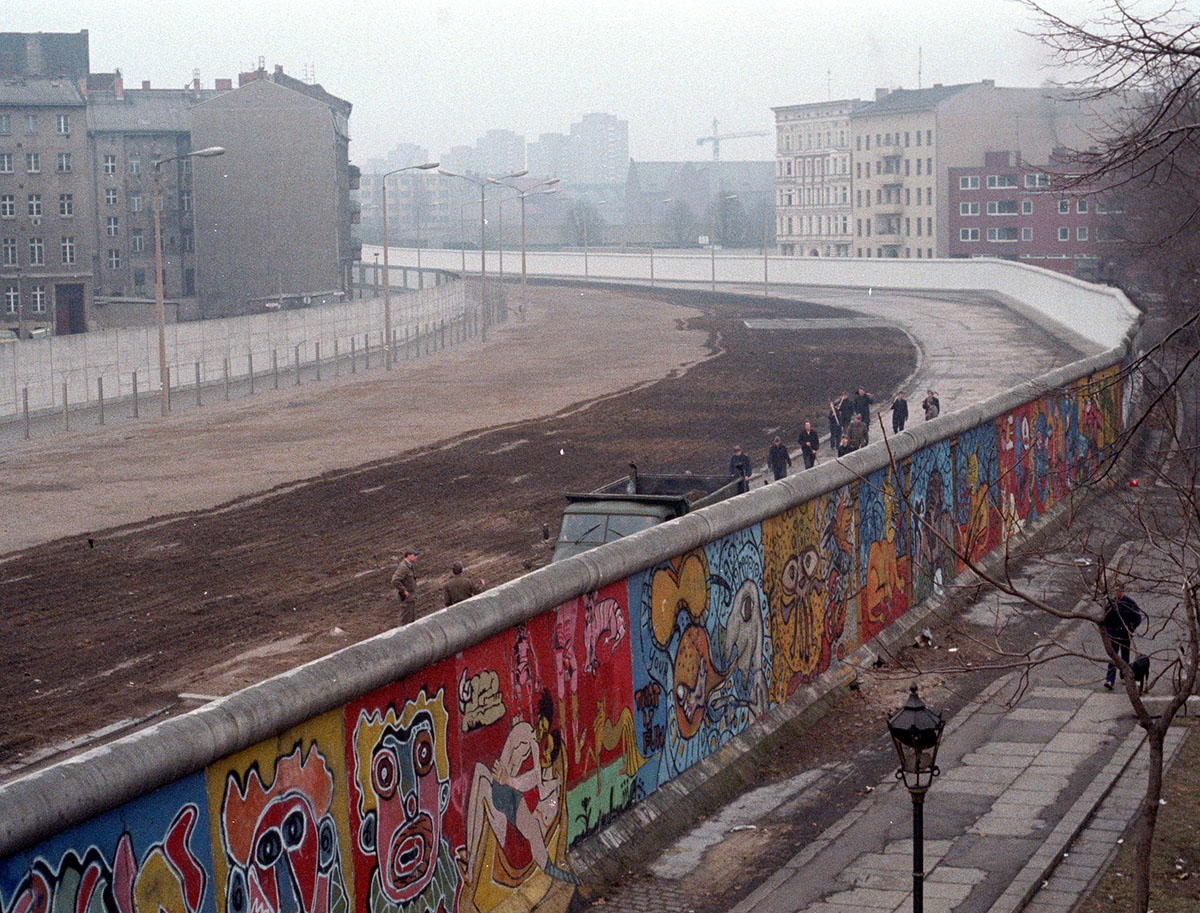
Il Muro di Berlino nel 1986, dipinto sul lato occidentale.

La prima facciata di Low contiene i brani più personali dell'autore circa la sua situazione esistenziale dell'epoca. In essi le tematiche principali che risaltano sono le nevrosi, l'agorafobia, l'isolamento, la violenza, il nichilismo, e l'apatia. Viceversa, il lato due dell'album è un'osservazione in termini musicali delle sensazioni provate dall'artista nell'osservare il blocco dell'Est e come Berlino Ovest riuscisse a sopravvivere all'interno della cortina di ferro.
Dei cinque brani dell'album ai quali collaborò Brian Eno, celebre "inventore" della ambient music, il brano migliore partorito dalla collaborazione Eno/Bowie è probabilmente Warszawa, lungo e lugubre strumentale dedicato all'omonima città polacca sede durante la seconda guerra mondiale del ghetto ebraico annientato dai nazisti durante il tentativo di rivolta dei suoi occupanti, che contiene in nuce accenni di world music in anticipo sui tempi. Importante è anche la collaborazione di Ricky Gardiner, la febbrile chitarra in Always Crashing in the Same Car (la richiesta era stata inizialmente fatta a Klaus Dinger dei Neu!, che però aveva rifiutato).
Anche se la musica presente in Low e la svolta artistica di Bowie vennero ampiamente influenzate da gruppi krautrock tedeschi come i Kraftwerk e i Neu!, il lavoro è stato lodato per la sua originalità e considerato in anticipo sui tempi, non ultimo per il cavernoso suono della batteria trattata creato per l'album dal produttore Tony Visconti usando un Eventide Harmonizer. Per parecchio tempo dopo la pubblicazione di Low, Visconti continuò a ricevere numerose telefonate da parte di altri produttori discografici che gli chiedevano, incuriositi, come avesse fatto a creare quel tipo di sonorità, ma egli preferì sempre non rispondere alle domande, divertendosi invece chiedendo a sua volta ad ogni produttore come loro pensassero che egli avesse fatto.

## Brani

### Speed of Life
Low si apre con un vigoroso brano strumentale che inizia per mezzo di una assolvenza creando all'ascoltatore occasionale la bizzarra sensazione di essere arrivato a portata d'orecchio di qualcosa di già iniziato. Il brano è caratterizzato dal suono dei sintetizzatori e del rullante distorto della batteria che disegnano una pregevole ed incalzante linea melodica rock. Così come era iniziato, il pezzo sfuma in dissolvenza nel finale.

### Breaking Glass
Il brano più breve dell'album, e uno dei brani più corti in assoluto mai incisi da Bowie, contiene un testo particolarmente assurdo e sottilmente inquietante che tratteggia la figura di un amante schizofrenico mentre distrugge la camera della sua donna. 
 Frasi come queste contribuirono ad alimentare la leggenda che voleva Bowie essere un forte appassionato di simboli cabalistici e di magia nera (pochi mesi prima si era fatto fotografare mentre disegnava "L'albero della vita" su un pavimento). Musicalmente la traccia è un rock dominato dai sintetizzatori e dalle percussioni di Davis.

### What in the World
Provato già durante le sessioni per l'album The Idiot, è uno dei brani più melodici del disco nel quale il tentativo di unire art-rock e pop music è maggiormente marcato. Il testo è intriso di un senso di insicurezza ed isolamento: 
 Chitarre, percussioni distorte e sintetizzatore costituiscono l'ossatura della canzone, che include anche la voce di Iggy Pop ai cori di accompagnamento in sottofondo.

### Sound and Vision
Probabilmente il brano più conosciuto dell'album, venne pubblicato come primo singolo estratto dal disco raggiungendo la terza posizione in classifica in Gran Bretagna, mentre in America non andò oltre il sessantanovesimo posto. Il suono del rullante distorto di Dennis Davis, il "plish" dei piatti, il coro in sottofondo della moglie di Visconti e gli strati di archi sintetici creano un ritmo contagioso e una melodia accattivante corredati però, da un testo sull'alienazione e il fallimento personale che gioca sul doppio significato in lingua inglese del termine "blue" che può indicare sia il semplice colore blu, sia uno stato d'animo di tristezza e malinconia. Inizialmente il testo del brano era più lungo, ma in fase di mixaggio venne accorciato. 

### Always Crashing in the Same Car
Ultima traccia registrata per l'album, venne completata nel novembre '76 dopo molti ripensamenti da parte di Bowie che cambiò diverse volte l'arrangiamento. Il testo fa riferimento ad un reale incidente accaduto all'artista, trasformandolo in una metafora esistenziale, quando Bowie, un po' alticcio alla guida, non riuscì a parcheggiare l'auto in un parcheggio sotterraneo di Berlino continuando a girare in tondo e rigando vistosamente le fiancate dell'auto sbattendo contro le altre macchine in sosta: 

### Be My Wife
Secondo singolo estratto da Low che però non riuscì a replicare il successo della precedente Sound and Vision. Il brano, l'ultimo del primo lato dell'LP ad essere un pop-rock distorto, contiene nel testo un'accorata richiesta d'aiuto con la quale viene chiesto alla donna del protagonista di "essere sua moglie". Curiosamente, proprio durante le sedute per Low, il matrimonio di Bowie con Angie stava entrando in una crisi irreversibile che avrebbe portato la coppia al divorzio nel 1980. Per la versione su singolo di Be My Wife, Bowie girò anche un minimale video promozionale diretto dal regista Stanley Dorfman.

### A New Career in a New Town
Brano strumentale dal titolo emblematico ("una nuova carriera in una nuova città") posto a chiusura di facciata dell'album. Simboleggia il cambiamento di vita e professionale messo in atto da Bowie all'epoca. Musicalmente è un originale commistione tra ritmi R&B e glaciali sintetizzatori alla Kraftwerk. La traccia venne iniziata in Francia e completata in un secondo momento a Berlino.

### Warszawa
Prima traccia del secondo lato di Low, è uno strumentale frutto della collaborazione Bowie/Eno nel quale i due compositori si lasciano definitivamente alle spalle la musica pop per esplorare nuovi orizzonti sonori. Il pezzo è principalmente opera di Brian Eno che lo scrisse e registrò da solo, mentre Bowie era andato via a Parigi per questioni legali. Warszawa nacque al pianoforte, e poi venne rielaborata elettronicamente al sintetizzatore. Eno la compose seguendo l'indicazione datagli da Bowie di scrivere "un pezzo molto lento" che possedesse "un sentimento quasi religioso". Al suo ritorno, Bowie aggiunse una curiosa parte vocale senza parole vere e proprie, costituita da sillabe scelte per il suono piuttosto che per il loro significato. Una delle tracce vocali è cantata da Bowie in un registro acuto che il produttore Visconti ottenne rallentando il nastro, e poi accelerandolo nuovamente. La composizione è un tentativo di catturare l'atmosfera del paesaggio polacco che Bowie aveva avuto modo di osservare durante un viaggio in treno nel 1976:
(David Bowie)
I funerei sintetizzatori si contrappongono al canto lamentoso, salmodiante, creando una suggestiva e tetra atmosfera simile alla musica ambient più sperimentale incrociata però ad una sorta di canto corale luterano.

### Art Decade
Se il brano precedente era ispirato a Varsavia, Art Decade rappresenta in musica la reazione di Bowie a Berlino Ovest, una città culturalmente tagliata fuori dal mondo, imprigionata all'interno del blocco sovietico, un mondo a parte, agonizzante, e senza redenzione.
Bowie percepiva la città occidentale come "arte decaduta", da qui il titolo della traccia. Lo strumentale, anch'esso frutto della collaborazione tra Bowie e Brian Eno, contiene una parte di violoncello scritta da Tony Visconti ed eseguita da Eduard Meyer, un ingegnere del suono dello studio Hansa.

### Weeping Wall
Strumentale questa volta ad opera del solo David Bowie, è la messa in musica del senso di oppressione ed angoscia che la vista del muro di Berlino provocava all'autore. Anche qui compare una breve parte cantata.

### Subterraneans
L'ultimo brano di Low, un altro strumentale elettronico, è l'unico pezzo dell'album che l'autore abbia confermato risalisse all'abortita colonna sonora del film L'uomo che cadde sulla Terra. Possiede una struttura simile a quella del brano d'inizio, Speed of Life, iniziando a metà e sfumando dopo pochi minuti dando l'impressione di un frammento sonoro incompleto. Bowie ed Eno rielaborarono quanto scritto da Bowie in precedenza, aggiungendovi un malinconico assolo di sassofono, per rendere l'atmosfera ancora più lugubre e dipingere un quadro sonoro sui residenti dimenticati di Berlino Est, al di là del muro.

## Tracce
Testi e musiche di David Bowie, eccetto dove indicato.
Lato 1
1. Speed of Life (strumentale) – 2:47
2. Breaking Glass – 1:52 (musica: Bowie, George Murray, Dennis Davis)
3. What in the World – 2:23
4. Sound and Vision – 3:03
5. Always Crashing in the Same Car – 3:33
6. Be My Wife – 2:56
7. A New Career in a New Town (strumentale) – 2:53

Lato 2
1. Warszawa (strumentale) – 6:23 (musica: Bowie, Brian Eno)
2. Art Decade (strumentale) – 3:47
3. Weeping Wall (strumentale) – 3:28
4. Subterraneans (strumentale) – 5:39

Bonus track CD 1991
1. Some Are – 3:24 (musica: Bowie, Eno)
2. All Saints – 3:35 (musica: Bowie, Eno)
3. Sound and Vision (1991 remix) – 4:43

## Singoli
- Sound and Vision – 3:03 / A New Career in a New Town – 2:51 (David Bowie) (RCA 1977)
- Be My Wife - 2:56 / Speed of Life - 2:47 (David Bowie) (RCA 1977)
- Breaking Glass (live) - 3:28 / Art Decade (live) - 3:10 (Bowie, Davis, Murray) (RCA 1978)

## Formazione
- David Bowie - voce, basso sintetizzato, sax, violoncello, xilofono, chitarra, armonica, pianoforte, vibrafono, percussioni, sintetizzatori, suoni ambientali, produzione
- Brian Eno - sintetizzatori, chitarre trattate, voce in Sound and Vision
- Carlos Alomar - chitarra
- Dennis Davis - batteria, percussioni
- Ricky Gardiner - chitarra
- Eduard Meyer - violoncello in Art Decade, ingegnere del suono
- George Murray - basso
- Roy Young - piano, organo Farfisa
- Iggy Pop - cori in What in the World
- Mary Visconti - cori in Sound and Vision
- Peter & Paul - piano e ARP in Subterraneans[23]
- Tony Visconti - produzione
- Lauren Thibault - ingegnere del suono

## Outtakes
Nel 1991, nelle ristampe in CD/LP della discografia di David Bowie, la Rykodisc/EMI pubblicò Low con l'aggiunta di tre tracce bonus: Some Are, All Saints, e un remix di Sound and Vision. Le prime due sono le tracce più interessanti essendo due canzoni provate durante le sessioni per l'album ma lasciate fuori dalla versione finale. Mixate e completate da Bowie e dall'ingegnere del suono David Richards quindici anni dopo la loro composizione, i brani, due strumentali elettronici affini a quelli presenti sulla seconda facciata di Low, sono le uniche outtakes del disco di cui si conosca l'esistenza certa. In particolare, Some Are, per la sua affascinante apertura melodica e l'atmosfera evocata dal brano, ricevette una buona accoglienza critica, arrivando ad essere oggetto di rilettura orchestrale da parte di Philip Glass ed inserita come parte integrante della sua sinfonia ispirata a Low, la Symphony No. 1 Low, in qualità di secondo movimento tra Subterraneans e Warszawa.

## Accoglienza
| Recensione       | Giudizio       |
| ---------------- | -------------- |
| Ondarock         | Pietra miliare |
| AllMusic         | [ 24 ]         |
| Rolling Stone    | [ 25 ]         |
| Blender          | [ 26 ]         |
| Chicago Tribune  | [ 27 ]         |
| NME              | [ 28 ]         |
| Pitchfork        | [ 29 ]         |
| Piero Scaruffi   | [ 30 ]         |
| Q                | [ 31 ]         |
| Robert Christgau | B+             |

All'epoca della pubblicazione, le recensioni di Low furono alquanto discordanti. Robert Christgau di The Village Voice, diede al disco una B+, giudicandolo "un buon disco, con una facciata interessante e l'altra con almeno un brano valido". Christgau giudicò positivamente i pezzi sul primo lato dell'album, ma annotò che "la musica da film sul secondo lato era abbastanza noiosa e banale". John Milward su Rolling Stone notò che "Bowie mancava dell'autoironia necessaria nell'esporre le sue ambizioni sperimentali" e trovò la seconda facciata dell'album molto peggiore della prima, affermando: "Il lato 1, dove Bowie esegue rock più convenzionali, è superiore agli esperimenti del lato 2 semplicemente perché la disciplina e professionalità della band argina la scrittura e l'esecuzione di Bowie". Il giornalista del Los Angeles Times Robert Hilburn espresse una posizione simile circa il disco asserendo: "Per 12 minuti, questo è il miglior album di Bowie sin dai tempi di Ziggy. Ma nei rimanenti 26 minuti, inclusa tutta la seconda facciata dell'LP, stanca con uno stile "rock spaziale" artistico che è semplicemente troppo lontano dal pubblico di massa per suscitare entusiasmo nell'ascoltatore".
In contrasto, Billboard definì il secondo lato dell'album "più avventuroso e migliore dei brani di rock grezzo e distorto del lato 1" aggiungendo che Low "enfatizza il serio tentativo di scrittura colta da parte di Bowie nello sfuggire ai cliché del rock, familiare alle persone che lo hanno visto passare attraverso tutte le sue varie fasi musicali". John Rockwell del The New York Times scrisse che nell'album "ci sono pochissimi testi, e quelli presenti sono per lo più filastrocche senza senso. E gli strumentali sono strani e misteriosi. Tuttavia, tutto ciò colpisce notevolmente l'ascoltatore, in maniera seducente e bellissima". Rockwell descrisse il sound di Low come "uno strano incrocio tra i Roxy Music, i lavori solistici di Eno, i Talking Heads, e la musica indonesiana. Ma ancora pienamente riconoscibile come un album di David Bowie", e concluse definendo Low "uno dei migliori dischi della carriera dell'artista". Michael Watts su Melody Maker lo definì "un disco notevole e certamente il più interessante che Bowie avesse mai fatto".
Nel 1977 in Italia, Bowie non godeva della massima considerazione da parte della critica musicale, e quando l'album uscì nel gennaio di quell'anno, si era in piena epoca contestatrice ed impegnata degli "anni di piombo", impregnati dall'impegno politico del nostro cantautorato. Di conseguenza, Low venne quasi ignorato o generalmente recensito negativamente da quasi tutta la stampa di settore, che mal accolse le gelide e decadenti atmosfere mitteleuropee presenti nell'album e gli astrusi, schizofrenici, testi contenuti in esso. Le cose sarebbero cambiate con la pubblicazione del successivo "Heroes", che ricevette molta più attenzione e successo di pubblico, forse un segno che i tempi stavano lentamente cambiando anche in Italia.
Nonostante le critiche discordanti, l'album fu un notevole successo commerciale, raggiungendo la posizione numero 2 in classifica nel Regno Unito e la posizione numero 11 della classifica Billboard Pop Albums negli Stati Uniti. Sound and Vision e Be My Wife furono i brani pubblicati come singoli promozionali. Sound and Vision raggiunse la terza posizione in classifica in Gran Bretagna e la numero 69 negli Stati Uniti.

## Riconoscimenti
In anni recenti, Low è stato enormemente rivalutato dalla critica, che ha inserito l'album in diverse classifiche di merito come opera di notevole influenza per gli sviluppi musicali futuri. Il disco è stato posizionato al primo posto nella classifica dei migliori album degli anni settanta da Pitchfork. Nel 2000, la rivista Q mise l'album alla posizione numero 14 della lista dei 100 migliori album britannici di sempre da loro redatta. Nel 2003, l'album è stato inserito alla posizione numero 249 dalla rivista Rolling Stone nella loro "lista dei 500 migliori album di tutti i tempi".

## Adattamento sinfonico
Philip Glass basò la sua composizione di musica classica del 1992 intitolata Low Symphony proprio sull'album di Bowie, con citazioni letterali di temi provenienti dall'opera, e dichiarando espressamente l'ispirazione ricevuta dalla musica di Bowie ed Eno.

## Classifica
| Classifica (2021) | Posizione massima |
| ----------------- | ----------------- |
| Grecia            | 32                |

Album
| Anno | Stato                 | Posizione |
| ---- | --------------------- | --------- |
| 1977 | Official Albums Chart | 2         |
| 1977 | US Billboard 200      | 11        |
| 1977 | Norvegia              | 10        |

Singoli
| Anno | Titolo           | Classifica            | Posizione |
| ---- | ---------------- | --------------------- | --------- |
| 1977 | Sound and Vision | UK Singles Chart      | 3         |
| 1977 | Sound and Vision | Billboard Pop Singles | 69        |
| 1977 | Be My Wife       | UK Singles Chart      | -         |
| 1977 | Be My Wife       | Billboard Pop Singles | -         |